# Grupa (gmina)
Grupa (od 1973 Dragacz) – dawna gmina wiejska istniejąca w latach 1934–1954 w woj. pomorskim/bydgoskim (dzisiejsze woj. kujawsko-pomorskie). Przed wojną siedzibą władz gminy była Grupa, a po wojnie Dragacz.
Gmina zbiorowa Grupa została utworzona 1 sierpnia 1934 roku w powiecie świeckim w woj. pomorskim z dotychczasowych jednostkowych gmin wiejskich: Bratwin, Bzówko, Dragacz, Dziewięć Włók, Fletnowo (główna część), Grupa, Mały Lubień, Michale, Mniszek, Niemieckie Stwolno, Stare Marzy, Wiąskie Piaski, Wielki Lubień i Zajączkowo (główna część) oraz z obszarów dworskich położonych na tych terenach lecz nie wchodzących w skład gmin. 
Po wojnie gmina zachowała przynależność administracyjną. 6 lipca 1950 roku zmieniono nazwę woj. pomorskiego na bydgoskie. Według stanu z dnia 1 lipca 1952 roku gmina składała się z 12 gromad: Bratwin, Dolna Grupa, Dragacz, Fletnowo, Mątawy, Michale, Mniszek, Nowe Marzy, Stare Marzy, Wielki Lubień, Wielkie Stwolno i Wielkie Zajączkowo. Gmina została zniesiona 29 września 1954 roku wraz z reformą wprowadzającą gromady w miejsce gmin. Jednostki nie przywrócono 1 stycznia 1973 roku po reaktywowaniu gmin, utworzono natomiast jej terytorialny odpowiednik, gminę Dragacz.